# Minysicya caudimaculata
Minysicya caudimaculata és una espècie de peix de la família dels gòbids i de l'ordre dels perciformes.

## Morfologia
- Els mascles poden assolir 1,3 cm de longitud total i les femelles 1,5.
- Nombre de vèrtebres: 26.[1]

## Hàbitat
És un peix marí, de clima subtropical i associat als esculls de corall que viu entre 3-38 m de fondària.

## Distribució geogràfica
Es troba a Austràlia, el Japó, les Tuamotu i la Polinèsia Francesa.

## Observacions
És inofensiu per als humans.